# Bagaggera
Bagaggera (Bagaéra in dialetto brianzolo) è una frazione del comune italiano di La Valletta Brianza posta a notevole distanza a sudest del centro abitato, sulla strada verso Merate. Costituì un comune autonomo fino al 1927.

## Storia
Registrato agli atti del 1751 come un villaggio milanese di soli 72 abitanti, civilmente incluso nella pieve di Brivio ma religiosamente sottoposto a Rovagnate, pochi anni dopo incorporò le frazioni di Galbusera, Monte, Spiazzo, Malnino, Ospedaletto e Casternago per un totale di 170 anime, e alla proclamazione del Regno d'Italia nel 1805 risultava avere 219 residenti. Nel 1809 un regio decreto di Napoleone determinò la soppressione dell'autonomia municipale per annessione a Santa Maria Hoè, ma il Comune di Bagaggera fu poi ripristinato con il ritorno degli austriaci. L'abitato crebbe poi discretamente, tanto che nel 1853 risultò essere popolato da 276 anime, salite a 354 nel 1871. L'inizio del XX secolo vide la località crescere ancora, registrando 590 residenti nel 1921. Fu il fascismo a decidere la soppressione del municipio, annettendolo a quello di Rovagnate.